# Filmografia de Clint Eastwood

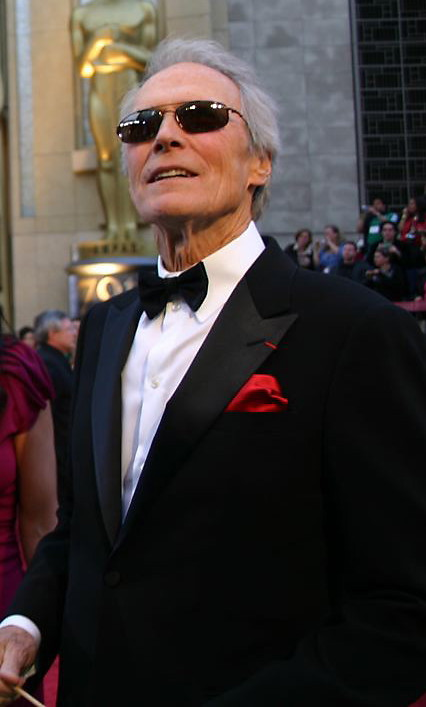
Clint Eastwood durante a 79ª Entrega do Óscar.

Clint Eastwood é um ator, cineasta, produtor e compositor estadunidense. Começou sua carreira fazendo pequenas aparições na televisão e no cinema, como em Revenge of the Creature, Tarantula e Francis in the Navy. Eastwood somente começou a ter destaque após interpretar o misterioso Homem sem nome na trilogia dos dólares de Sergio Leone. Os filmes Per un pugno di dollari (1964), Per qualche dollaro in più (1965), e  The Good, the Bad and the Ugly (1966) foram um verdadeiro sucesso em terras italianas e norte-americanas, em especial o último, que fez Eastwood se tornar famoso mundialmente.
Em Where Eagles Dare (1968) ele dividiu o papel principal com Richard Burton. Seu salário chegou a US$ 800 000.  No mesmo ano, estrelou no filme dirigido por Don Siegel de nome Coogan's Bluff. Neste, Clint desempenhava um xerife de uma pequena cidade que tentava colocar a lei na grande Nova Iorque. O filme foi controverso por sua apelação à violência, mas iniciou uma parceria que duraria por mais de dez anos com Siegel. Em 1969, Clint trabalhou em outro filme musical, chamado Paint Your Wagon. O filme deu grande prejuízo para o estúdio na época, e só lucrou após ser vendido em VHS e DVD. Sua incursão na direção ocorreu em 1971 assumindo o papel de produtor a partir de 1982 para os projetos Firefox e Honkytonk Man.
Eastwood recebeu inúmeros outros prêmios, incluindo prêmio America Now TV Award e também Kennedy Center Honors. Em 1994 recebeu o prêmio Irving G. Thalberg Memorial por carreira na indústria de cinema.  Em 2006, recebeu nomeação ao Grammy na categoria de melhor trilha sonora pelo filme Million Dollar Baby. Recebeu o prêmio Valenti da MPAA pelos filmes Flags of Our Fathers e Letters from Iwo Jima por melhor edição de sons. Ele tem um total de oito nomeações ao Oscar. Venceu como melhor diretor e melhor filme em Unforgiven e Million Dollar Baby. Suas outras nomeações foram para Mystic River e Letters from Iwo Jima. Também foi nomeado a melhor ator em Unforgiven e Million Dollar Baby. É a única pessoa a ser nomeada duas vezes a melhor diretor e ator no mesmo filme (Unforgiven e Million Dollar Baby).

## Filmografia

### Cinema
| Ano  | Filme                                                                          | Crédito | Crédito  | Crédito               | Crédito | Crédito                                       | Notas                       |
| Ano  | Filme                                                                          | Diretor | Produtor | Músico                | Ator    | Papel                                         | Notas                       |
| ---- | ------------------------------------------------------------------------------ | ------- | -------- | --------------------- | ------- | --------------------------------------------- | --------------------------- |
| 1955 | Revenge of the Creature (A Revanche do Monstro)                                |         |          |                       | Sim     | Técnico de laboratório                        |                             |
| 1955 | Francis in the Navy (Francis na Marinha)                                       |         |          |                       | Sim     | Jonesy                                        | —                           |
| 1955 | Lady Godiva of Coventry (O Suplício de Lady Godiva)                            |         |          |                       | Sim     | Saxofonista                                   | Não foi citado nos créditos |
| 1955 | Tarantula (Tarântula)                                                          |         |          |                       | Sim     | Chefe do Esquadrão Jet                        | Não foi citado nos créditos |
| 1956 | Never Say Goodbye (Nunca Deixei de Te Amar)                                    |         |          |                       | Sim     | Will                                          | Não foi citado nos créditos |
| 1956 | Star in the Dust (Crimes Vingados)                                             |         |          |                       | Sim     | Tom                                           | Não foi citado nos créditos |
| 1956 | Away All Boats (Barcos ao Mar)                                                 |         |          |                       | Sim     | Marinheiro                                    | Não foi citado nos créditos |
| 1956 | The First Traveling Saleslady (Mulheres, Sempre Mulheres)                      |         |          |                       | Sim     | Tenente Jack Rice/Domador de cavalos          | —                           |
| 1957 | Escapade in Japan (Torturados pela Angústia)                                   |         |          |                       | Sim     | Piloto Dumbo                                  | Não foi citado nos créditos |
| 1958 | Lafayette Escadrille (Lutando só pela Glória)                                  |         |          |                       | Sim     | George Moseley                                | —                           |
| 1958 | Ambush at Cimarron Pass (Emboscada em Cimarron Pass)                           |         |          |                       | Sim     | Keith Williams                                | —                           |
| 1964 | Per un pugno di dollari (Por um Punhado de Dólares)                            |         |          |                       | Sim     | Joe                                           | —                           |
| 1965 | Per qualche dollaro in più (Por uns Dólares a Mais)                            |         |          |                       | Sim     | Manco                                         | —                           |
| 1966 | Il buono, il brutto, il cattivo (Três Homens em Conflito)                      |         |          |                       | Sim     | Blondie/Rubio                                 | —                           |
| 1967 | Le streghe (As Bruxas)                                                         |         |          |                       | Sim     | Charlie                                       | —                           |
| 1968 | Hang 'Em High (A Marca da Forca)                                               |         |          |                       | Sim     | Mariscal Jed Cooper                           | —                           |
| 1968 | Coogan's Bluff (Meu nome é Coogan)                                             |         |          |                       | Sim     | Xerife Walt Coogan                            | —                           |
| 1968 | Where Eagles Dare (Desafio das Águias)                                         |         |          |                       | Sim     | Tenente Morris Schaffer                       | —                           |
| 1969 | Paint Your Wagon (Os Aventureiros do Ouro)                                     |         |          | Sim [ n. 1 ]          | Sim     | Sylvester 'Pardner' Newel                     | —                           |
| 1970 | Two Mules for Sister Sara (Os Abutres Têm Fome)                                |         |          |                       | Sim     | Hogan                                         | —                           |
| 1970 | Kelly's Heroes (Os Guerreiros Pilantras)                                       |         |          |                       | Sim     | Soldado Kelly                                 | —                           |
| 1971 | The Beguiled (O Estranho Que Nós Amamos)                                       |         |          |                       | Sim     | Cabo John 'McBee' McBurney                    | —                           |
| 1971 | Play Misty for Me (Perversa Paixão)                                            | Sim     |          |                       | Sim     | David 'Dave' Garland                          | —                           |
| 1971 | Dirty Harry (Perseguidor Implacável)                                           |         |          |                       | Sim     | Inspetor Harry 'Dirty' Callahan               | —                           |
| 1972 | Joe Kidd                                                                       |         |          |                       | Sim     | Joe Kidd                                      | —                           |
| 1973 | High Plains Drifter (O Estranho sem Nome)                                      | Sim     |          |                       | Sim     | O Estranho                                    | —                           |
| 1973 | Magnum Force (Harry, O Detective em Ação)                                      |         |          |                       | Sim     | Inspetor Harry 'Dirty' Callahan               | —                           |
| 1973 | Breezy (Interlúdio de Amor)                                                    | Sim     |          |                       | Sim     | Homem da estação                              | Não foi citado nos créditos |
| 1974 | Thunderbolt and Lightfoot (O Último Golpe)                                     |         |          |                       | Sim     | John 'Thunderbolt' Doherty                    | —                           |
| 1975 | The Eiger Sanction (Escalado para morrer)                                      | Sim     |          |                       | Sim     | Dr. Jonathan Hemlock                          | —                           |
| 1976 | The Outlaw Josey Wales (Josey Wales, o Fora da Lei)                            | Sim     |          |                       | Sim     | Josey Wales                                   | —                           |
| 1976 | The Enforcer (Dirty Harry - O Implacável)                                      |         |          |                       | Sim     | Inspetor Harry 'Dirty' Callahan               | —                           |
| 1977 | The Gauntlet (Rota Suicida)                                                    | Sim     |          |                       | Sim     | Detetive Ben Shockley                         | —                           |
| 1978 | Every Which Way But Loose (Doido para Brigar... Louco para Amar)               |         |          |                       | Sim     | Philo Beddoe                                  | —                           |
| 1979 | Escape from Alcatraz (Fuga de Alcatraz)                                        |         |          |                       | Sim     | Frank Morris                                  | —                           |
| 1980 | Bronco Billy (Bronco Billy - O Aventureiro)                                    | Sim     |          | Sim [ n. 1 ]          | Sim     | Bronco Billy McCoy                            | —                           |
| 1980 | Any Which Way You Can (Punhos de Aço - Um Lutador de Rua)                      |         |          | Sim [ n. 1 ]          | Sim     | Philo Beddoe                                  | —                           |
| 1982 | Firefox (Raposa de fogo)                                                       | Sim     | Sim      |                       | Sim     | Mitchell Gant                                 | —                           |
| 1982 | Honkytonk Man (A Última Canção)                                                | Sim     | Sim      | Sim [ n. 1 ]          | Sim     | Red Stovall                                   | —                           |
| 1983 | Sudden Impact (Dirty Harry - Impacto Fulminante)                               | Sim     | Sim      |                       | Sim     | Inspetor Harry 'Dirty' Callahan               | —                           |
| 1984 | Tightrope (Um Agente na Corda Bamba)                                           |         | Sim      |                       | Sim     | Wes Block                                     | —                           |
| 1984 | City Heat (Cidade Ardente)                                                     |         |          | Sim [ n. 1 ]          | Sim     | Tenente Speer                                 | —                           |
| 1985 | Pale Rider (O Cavaleiro Solitário)                                             | Sim     | Sim      |                       | Sim     | Pastor                                        | —                           |
| 1986 | Heartbreak Ridge (O Destemido Senhor da Guerra)                                | Sim     | Sim      | Sim [ n. 2 ]          | Sim     | Sargento de artilharia Thomas 'Gunny' Highway | —                           |
| 1988 | The Dead Pool (Dirty Harry na Lista Negra)                                     |         |          |                       | Sim     | Inspetor Harry 'Dirty' Callahan               | —                           |
| 1988 | Bird (Fim do Sonho)                                                            | Sim     | Sim      |                       |         | —                                             | —                           |
| 1989 | Thelonious Monk: Straight, No Chaser                                           |         | Sim      |                       |         | —                                             | —                           |
| 1989 | Pink Cadillac (Cadillac Cor-de-Rosa)                                           |         |          |                       | Sim     | Tommy Nowak                                   | —                           |
| 1990 | White Hunter Black Heart (Coração de Caçador)                                  | Sim     | Sim      |                       | Sim     | John Wilson                                   | —                           |
| 1990 | The Rookie (Um Profissional do Perigo)                                         | Sim     |          |                       | Sim     | Nick Pulovski                                 | —                           |
| 1992 | Unforgiven (Os Imperdoáveis)                                                   | Sim     | Sim      |                       | Sim     | William 'Bill' Munny                          | —                           |
| 1993 | In the Line of Fire (Na Linha de Fogo)                                         |         |          |                       | Sim     | Agente de serviço secreto Frank Horrigan      | —                           |
| 1993 | A Perfect World (Um Mundo Perfeito)                                            | Sim     |          | Sim [ n. 3 ]          | Sim     | Red Garnett                                   | —                           |
| 1995 | The Bridges of Madison County (As Pontes de Madison)                           | Sim     | Sim      | Sim [ n. 3 ]          | Sim     | Robert Kincaid                                | —                           |
| 1995 | The Stars Fell on Henrietta (As Estrelas de Henrietta)                         |         | Sim      |                       |         | —                                             | —                           |
| 1995 | Casper (Gasparzinho, o Fantasminha Camarada)                                   |         |          |                       | Sim     | Ele mesmo                                     | Não foi citado nos créditos |
| 1997 | Midnight in the Garden of Good and Evil (Meia-Noite no Jardim do Bem e do Mal) | Sim     | Sim      |                       |         | —                                             | —                           |
| 1997 | Absolute Power (Poder Absoluto)                                                | Sim     | Sim      | Sim [ n. 3 ]          | Sim     | Luther Whitney                                | —                           |
| 1999 | True Crime (Crime Verdadeiro)                                                  | Sim     | Sim      | Sim [ n. 2 ]          | Sim     | Steve Everett                                 | —                           |
| 2000 | Space Cowboys (Cowboys do Espaço)                                              | Sim     | Sim      |                       | Sim     | Coronel Frank Corvin                          | —                           |
| 2002 | Blood Work (Dívida de Sangue)                                                  | Sim     | Sim      |                       | Sim     | Terry McCaleb                                 | —                           |
| 2003 | Mystic River (Sobre Meninos e Lobos)                                           | Sim     | Sim      | Sim [ n. 4 ]          |         | —                                             | —                           |
| 2004 | Million Dollar Baby (Menina de Ouro)                                           | Sim     | Sim      | Sim [ n. 4 ]          | Sim     | Frankie Dunn                                  | —                           |
| 2006 | Flags of Our Fathers (A Conquista da Honra)                                    | Sim     | Sim      | Sim [ n. 2 ] [ n. 4 ] |         | —                                             | —                           |
| 2006 | Letter from Iwo Jima (Cartas de Iwo Jima)                                      | Sim     | Sim      |                       |         | —                                             | —                           |
| 2007 | Grace Is Gone (Nossa Vida sem Grace)                                           |         |          | Sim [ n. 2 ] [ n. 4 ] |         | —                                             | —                           |
| 2008 | Changeling (A Troca)                                                           | Sim     | Sim      | Sim [ n. 4 ]          |         | —                                             | —                           |
| 2008 | Gran Torino                                                                    | Sim     | Sim      | Sim [ n. 2 ]          | Sim     | Walt Kowalski                                 | —                           |
| 2009 | Invictus                                                                       | Sim     | Sim      |                       |         | —                                             | —                           |
| 2010 | Hereafter (Além da Vida)                                                       | Sim     | Sim      |                       |         | —                                             | —                           |
| 2010 | Dave Brubeck: In His Own Sweet Way                                             | Sim     | Sim      | Sim                   |         | —                                             | —                           |
| 2011 | J. Edgar                                                                       | Sim     |          |                       |         | —                                             | —                           |
| 2012 | Trouble with the Curve (Curvas da Vida)                                        |         | Sim      |                       | Sim     | Gus                                           | —                           |
| 2014 | Jersey Boys (Jersey Boys: Em Busca da Música)                                  | Sim     | Sim      |                       |         | —                                             | —                           |
| 2014 | American Sniper (Sniper Americano)                                             | Sim     | Sim      |                       |         | Fiel da igreja                                | Não foi citado nos créditos |
| 2016 | Sully (O Herói do Rio Hudson)                                                  | Sim     | Sim      |                       |         | —                                             | —                           |
| 2018 | The 15:17 to Paris (15h17 - Trem Para Paris)                                   | Sim     | Sim      |                       |         | —                                             | —                           |
| 2018 | A Star Is Born (Nasce Uma Estrela)                                             |         | Sim      |                       |         | —                                             | —                           |
| 2018 | The Mule (A Mula)                                                              | Sim     |          |                       | Sim     | Earl Stone                                    | —                           |
| 2019 | Richard Jewell (O Caso Richard Jewell)                                         | Sim     | Sim      |                       |         |                                               | —                           |
| 2021 | Cry Macho (O Caminho para Redenção)                                            | Sim     | Sim      |                       | Sim     | Miko                                          | —                           |
| 2024 | Juror #2                                                                       | Sim     | Sim      |                       |         |                                               |                             |

Notas
1. 1 2 3 4 5  Citado nos créditos por ter interpretado uma canção no filme.
2. 1 2 3 4 5  Citado nos créditos por ter escrito várias canções para o filme.
3. 1 2 3  Citado nos créditos por ter composto uma canção para o filme.
4. 1 2 3 4 5  Citado nos créditos por ter composto a partitura original.

### Televisão
| Ano       | Título                           | Título                           | Papel        | Papel | Papel        |
| Ano       | Série                            | Episódio(s)                      | Diretor      | Ator  | Papel        |
| --------- | -------------------------------- | -------------------------------- | ------------ | ----- | ------------ |
| 1955      | Allen in Movieland               | Telefilme                        |              | Sim   | Asistente    |
| 1956      | Highway Patrol                   | "Motorcycle A"                   |              | Sim   | Joe Keeley   |
| 1956      | Death Valley Days                | "The Last Letter"                |              | Sim   | John Lucas   |
| 1957      | The West Point Story             | "White Fury"                     |              | Sim   | —            |
| 1958      | Navy Log                         | "The Lonely Watch"               |              | Sim   | Burns        |
| 1959      | Maverick                         | "Duel at Sundown"                |              | Sim   | Red Hardigan |
| 1959–1966 | Rawhide                          | 217 episódios                    |              | Sim   | Rowdy Yates  |
| 1962      | Mister Ed                        | "Clint Eastwood Meets Mister Ed" |              | Sim   | Ele mesmo    |
| 1985      | Amazing Stories                  | "Vanessa in the Garden"          | Sim          |       | —            |
| 2003      | The Blues                        | "Piano Blues"                    | Sim          |       | —            |
| 2009      | Johnny Mercer: The Dream's On Me | —                                | Sim [ n. 1 ] | Sim   | Ele mesmo    |